# Zapteryx
Zapteryx is een geslacht van kraakbeenvissen uit de familie van de Trygonorrhinidae.

## Soorten
- Zapteryx brevirostris Müller & Henle, 1841
- Zapteryx exasperata Jordan & Gilbert, 1880
- Zapteryx xyster Jordan & Evermann, 1896